# Hans Grohe
Hans Grohe (* 14. Mai 1871 als Otto Johannes Grohe in Luckenwalde; † 23. Juli 1955) war ein deutscher Unternehmer. Er gründete 1901 einen Hersteller für sanitärtechnische Produkte, die heutige Hansgrohe SE.

## Leben
Hans Grohe wurde als sechstes Kind des Tuchmachers Karl Grohe in Luckenwalde geboren. Nach einer Lehre als Tuchmacher begab er sich zwischen 1890 und 1892 auf Wanderschaft als Musterweber. Anschließend arbeitete er als Webmeister in Luckenwalde, bevor er 1899 mit seiner Familie (drei Kinder aus erster Ehe mit Luise Hannemann: Helene, geboren 1893, Liesel, geboren 1895, und Johann, geboren 1895, später Hans junior genannt) in den Schwarzwald nach Schiltach zog. Dort lernte er das Metalldrücker-Handwerk kennen.
Am 15. Juni 1901 gründete er sein eigenes Unternehmen, die heutige Hansgrohe SE, und spezialisierte sich auf den Sanitärbereich. Im anfänglichen Drei-Mann-Betrieb war Grohe Geschäftsführer, Stanzer, Handelsreisender und Buchhalter in einer Person. In den Folgejahren erschloss er neue Märkte und belieferte fortan überregional den Großhandel statt einzelne Blechner und Installateure im Schwarzwald. Der Erste Weltkrieg führte zu Rohstoffbeschränkungen, ab 1917 wurde das Unternehmen zur Rüstungsproduktion (Zünderteile) verpflichtet. In den 1920er Jahren konzentrierte sich das auf fast 100 Beschäftigte angewachse Unternehmen auf den Export. In der Zeit des Nationalsozialismus gründete Hans Grohe mehrere Auslandsvertretungen. 1934 brachte er die erste automatische Wannenab- und -überlaufgarnitur auf den Markt. Ab 1936 kam es abermals zu Rohstoffbeschränkungen, die die Verwendung von Ersatzmetallen erforderten. Im Zweiten Weltkrieg wurde Hans Grohe zur Produktion von Zündern verpflichtet; zu diesem Zweck wurden Frauen aus der Region zwangsverpflichtet und ausländische Arbeitskräfte zugeteilt. Dadurch wuchs die Zahl der Beschäftigten auf 466 im Jahr 1944 an. Nach 1945 demontierte die französische Besatzungsmacht den halben Maschinenpark und verfügte Einfuhrverbote für verschiedene Metalle. Dennoch konnte Hans Grohe die Produktion aufrechterhalten, indem er unter anderen Töpfe und Schüsseln aus Aluminium herstellte. 1953 entwickelte er die weltweit erste Duschstange; Grohe erhielt in diesem Jahr das Bundesverdienstkreuz und übergab die Geschäftsführung seines Unternehmens an seinen Sohn Hans Grohe junior (1895–1960).
Aus der zweiten Ehe mit Magdalena Schöttle ging ein weiterer Sohn hervor: Friedrich Grohe (1904–1983). Dieser verließ mit dem Einverständnis seines Vaters das väterliche Unternehmen und erwarb 1936 eine Fabrik für die Armaturenherstellung, aus der das heutige Unternehmen Grohe AG hervorging. Aus der dritten Ehe mit Emma Wolber ging Klaus Grohe (* 1937) als dritter Sohn hervor.